# Активная континентальная окраина
Активная континентальная окраина возникает там, где под континент погружается океаническая кора. Эталоном этой геодинамической обстановки считается западное побережье Южной Америки, её часто называют андским типом континентальной окраины, противопоставляя пассивной окраине. Для активной континентальной окраины характерны многочисленные вулканы и вообще мощный магматизм. Расплавы имеют три компонента: океаническую кору, мантию под ней и низы континентальной коры.
Под активной континентальной окраиной происходит активное механическое взаимодействие океанической и континентальной плит. В зависимости от скорости, возраста и мощности океанической коры возможны несколько сценариев равновесия. Если плита двигается достаточно медленно и имеет слой осадков мощностью более 1 км, то континент соскабливает с неё осадочный чехол. Осадочные породы сминаются в интенсивные складки, метаморфизуются и становятся частью континентальной коры. Образующая при этом структура называется аккреционной призмой. Если скорость погружающейся плиты высока, а осадочный чехол тонок, то океаническая кора стирает низ континента и вовлекает его в мантию.

## Полезные ископаемые
На активных континентальных окраинах образуются многочисленные рудные месторождения.
С андезитовым магматизмом связаны характерные меднопорфировые месторождения. Это часто крупные штокверковые рудные тела, развивающиеся по малоглубинным интрузиям. Руды представлены халькопиритом, борнитом, халькозином, молибденитом и др. В качестве основных компонентов из таких месторождений извлекается медь и молибден, а качестве попутных рений, ПГЭ, золото и др.
В ныне действующих окраинах андийского типа по периметру Тихого океана залежи этого типа открыты в Чили, США, Филиппинах и так далее. В древних складчатых поясах месторождения этого типа не менее многочисленны. Такое происхождение имеет Сорское молибденовое месторождение и многие медные месторождения Казахстана.